# Самарська сільська рада (Рубцовський район)
Сама́рська сільська рада (рос. Самарский сельский совет) — сільське поселення у складі Рубцовського району Алтайського краю Росії.
Адміністративний центр — село Самарка.

## Населення
Населення — 955 осіб (2019; 992 в 2010, 1024 у 2002).

## Склад
До складу сільської ради входять:
| Населений пункт       | Населення, осіб (2002) | Населення, осіб (2010) |
| --------------------- | ---------------------- | ---------------------- |
| Новоматвієвка, селище | 101                    | 87                     |
| Самарка, село         | 923                    | 905                    |